# Кемнадер-Зе
Кемнадер-Зе (нем. Kemnader See) — водохранилище на реке Рур, находящееся между восточной частью города Хаттинген, южной частью города Бохум и восточной частью города Виттен (федеральная земля Северный Рейн — Вестфалия). Водохранилище было построено в 1970-е годы Рурским Союзом и наполнено в 1979 году. Таким образом это самое новое из 6 водохранилищ на Руре.
Водохранилище Кемнадер-Зе является тематическим пунктом «Путь индустриальной культуры» Рурского региона.
Первые планы запруживания Рура в районе замка Кемнаде были предложены ещё в 1929 году. Это способствовало бы естественной очистке Рура вследствие осаждения взвешенных частиц, а также решило бы проблему водоснабжения района. Однако, тогда эти планы не были реализованы. В следующий раз к этой проблеме обратились в 1962 году, когда Рурский университет в Бохуме принял решение организовать пригородную зону отдыха. Уже в 1966 году был выбран лучший из целого ряда предложенных проектов. Работы по строительству тем не менее начались только спустя 10 лет — в 1976 году.
В течение 3 лет было изъято 3 млн м³ грунта и параллельно сооружалась дамба. Водохранилище было наполнено в 1979 году, а торжественное открытие и праздник водных видов спорта состоялись 18 сентября 1980 года.
Весной 2010 года Рурский союз приступил к сооружению электростанции на дамбе Кемнаде. Работы должны быть окончены осенью 2011 года. Заявленная производительность электростанции — 3,5 млн кВт•ч в год. В качестве гидрогенераторов будут применяться турбины Каплана.